# Adina Speteanu
Adina-Mihaela Speteanu (nacida el 4 de febrero de 1994 en Bucarest ) es una escritora rumana de literatura juvenil fantástica. Es conocida por la serie Más allá de la muerte, cuyo primer volumen, Destinos perdidos, apareció en 2013.

## Biografía
Adina Speteanu nació el 4 de febrero de 1994 en Bucarest. En 2013 se graduó en el Colegio Nacional "Mihai Viteazul" y se matriculó en la Facultad de Derecho de la Universidad de Bucarest.
Inició su actividad literaria en los foros creativos. Posteriormente publicó en la revista de la escuela y en la plataforma literaria Cititor de proză. A los 16 años comenzó a trabajar en el manuscrito de su primera novela. Tras ser rechazado por varias editoriales, conoce a la escritora Mónica Ramírez, a quien le entrega el manuscrito, quien se lo recomienda al editor Bogdan Hrib . En 2012, publicó la novela en la edutora Tritonic , titulada Crimen en el pasado.
Mientras leía un artículo sobre Drácula, se le ocurrió la idea de una historia de fantasía que rápidamente se convirtió en una novela y luego en la serie Más allá de la muerte. Planeada para formar finalmente una tetralogía, las novelas de la serie aparecieron a intervalos cortos una tras otra: Destinos perdidos (noviembre de 2013), El juego de los secretos (febrero de 2014), Ángeles de hielo (julio de 2014) ), Última mirada (noviembre de 2015).

## Obra

### Serie Más allá de la muerte
- Destinos perdidos (2013)
- El juego de los secretos (2014)
- Ángeles de hielo (2014)
- La última mirada (2015)

### Otras novelas
- Asesinato en el pasado (2012)